# Едвард Еверетт
Едвард Еверетт (англ. Edward Everett; 11 квітня 1794 — 15 грудня 1865) — американський політичний і державний діяч, дипломат, оратор, представляв штат Массачусетс в обох палатах Конгресу, був губернатором Массачусетса, послом у Великій Британії і державним секретарем США.

## Життєпис
Народився 11 квітня 1794 року в Дорчестері в сім'ї преподобного Олівера Еверетта, його старший брат Олександр Гілл Еверетт також став відомим дипломатом. Після смерті батька в 1802 році родина переїхала в Бостон. У сімнадцять років Едвард закінчив Гарвардський коледж першим у своєму класі. Спочатку він збирався здобувати юридичну освіту, але під впливом відомого в Бостоні проповідника Джозефа Стівенса Бакминстера перейшов за вивчення теології. Ще до досягнення двадцяти років Еверетт став пастором у церкві на Бреттл-стріт. Його проповідницька діяльність і публікації здобули йому в суспільстві репутацію видатного богослова і полеміста. Однак, відчуваючи потяг до науки, Еверетт вже в 1815 році відмовився від служіння і отримав місце професора грецької літератури в Гарварді.
Майже п'ять років Еверетт провів в Європі, готуючись до своєї нової посади і вивчаючи грецьку мову.
У січні 1820 року став головним редактором першого літературного журналу в США North American Review, для якого в наступні чотири роки багато писав на різні теми.
У 1825 році обраний до Палати представників США від четвертого виборчого округу Массачусетса. Він був прихильником президента Джона Квінсі Адамса і противником його наступника, Ендрю Джексона. У Конгресі Еверетт активно брав участь у всіх важливих дебатах, входив до багатьох парламентські комітети, в тому числі в комітет у закордонних справах протягом усієї своєї каденції.
У 1835 році покинув Конгрес і виставив свою кандидатуру на пост губернатора Массачусетса. Він вигравав вибори в 1836 1837 і 1838 роках, але в 1839 році програв з невеликим відривом. У роки свого губернаторства Еверетт багато займався реформуванням освітньої системи штату. Після поразки на виборах він вирушив до сім'ї в Європу. Призначення на посаду посла США в Великій Британії застало його в 1841 році у Флоренції. До кінця року Еверетт прибув у Лондон і узявся до обов'язків. Робота над складними дипломатичними питаннями — суперечки про північно-східні кордони і про кордон Орегона, захоплення американських судів у берегів Африки, повстання на «креолів» — для посла ускладнювалася частою зміною керівника державного департаменту у Вашингтоні. За чотири роки його роботи на цій посаді побували Вебстер, Лагре, Апшер, Нельсон, Келхун і Б'юкенен. Слід зазначити, що в цей період більшість найважливіших переговорів між двома країнами проходили у Вашингтоні зі спеціальним посланником лордом Ашберном.
Незабаром після вступу на посаду президента Джеймса Полка в 1845 відкликаний з Лондона.
З січня 1846 по 1849 року займав пост президента Гарвардського коледжу. Після смерті свого друга Деніела Вебстера, якого Еверетт вважав своїм наставником, він обійняв посаду державного секретаря США, в якій пропрацював кілька місяців до завершення терміну президентських повноважень Мілларда Філлмора.
У 1853 році був обраний до Сенату від Массачусетсу. Через погіршення здоров'я він вже в травні 1854 року змушений був відмовитися від сенаторського крісла і піти з політики.
Після відходу з політики Еверетт багато виступав з промовами по всій країні. Його часові монологи буди дуже популярними. На розповідях про Джорджа Вашингтона він зібрав понад сто тисяч доларів, на які придбав стару садибу Вашингтона в Маунт-Верноні. Також Еверетт склав біографічний нарис про Вашингтон для Енциклопедії Британніки, який був опублікований окремо в 1860 році. У тому ж 1860 році нова партія Конституційного Союзу висунула Еверетта на посаду віцепрезидента, однак його тандем з Джоном Беллом з Теннессі, який претендував на президентський пост, набрав лише 39 голосів виборців. Під час Громадянської війни Еверетт був активним прихильником федерального уряду і часто виступав з промовами в його підтримку. Одну з останніх своїх промов він прочитав на солдатському цвинтарі Геттисберга безпосередньо перед знаменитою промовою Лінкольна.
9 січня 1865 року, виступаючи в Бостоні на зборі коштів для бідноти Півдня, сильно застудився і 15 січня помер.